# Beauvoir-sur-Mer
Beauvoir-sur-Mer je francouzská obec v departementu Vendée v Pays de la Loire.